# Itapetinga
Itapetinga là một đô thị thuộc bang Bahia, Brasil. Đô thị này có diện tích 1609,515 km², dân số năm 2007 là 63177 người, mật độ 39,25 người/km².